# أنتوني والاس (منافس ألعاب قوى)
أنتوني والاس (بالإنجليزية: Anthony Wallace)‏ هو منافس ألعاب قوى جامايكي، ولد في 7 أغسطس 1968.

## وصلات خارجية
- أنتوني والاس على موقع الاتحاد الدولي لألعاب القوى (الإنجليزية)
- أنتوني والاس على موقع أوليمبيديا (الإنجليزية)